# Амур, Геннадий Иванович
Геннадий Иванович Амур (4 января 1932, Ленинград — 9 ноября 2021, Санкт-Петербург) — советский учёный-оптик, лауреат Государственной премии СССР (1977).

## Биография
Родился 4 января 1932 года в Ленинграде. Блокадник.
Окончил оптический факультет ЛИТМО (1957).
Работал помощником мастера на астроучастке Государственного оптико-механического завода им. ОГПУ. После его вхождения в состав Ленинградского оптико-механического объединения — старший мастер, заместитель начальника оптического цеха, заместитель главного технолога завода по научной работе, в 1973—1980 гг. главный оптик ЛОМО.
В 1980 году перешел на работу в ГосНИИ Кварцевого стекла. С 1991 года на пенсии.
Умер 9 ноября 2021 года в Санкт-Петербурге.

## Научная деятельность
Автор новой технологии обработки астрозеркал большого диаметра (более 800 мм), с помощью которой была изготовлена целая серия крупнейших зеркал (диаметром порядка 1,5 м) для телескопов как советских, так и зарубежных : ЗТЭ-1, АЗТ-10, АЗТ-16 (для Чили), АСП-14 (для БТА). Впервые в Европе разработаны зеркала D=2,6 м для телескопов: ЗТШ-2,6, ЗТА-2,6 м и т. д.

### Научные труды
Диссертация:
- Оптимальные методы изготовления астрономических зеркал : диссертация … кандидата технических наук : 05.11.07. — Ленинград, 1984. — 253 c. : ил.

## Награды и звания
- Кандидат технических наук (1984);
- Государственная премия СССР (1977) — за изготовление первого в мире 6-метрового параболического зеркала для БТА;
- Заслуженный изобретатель РСФСР;
- Медаль «За оборону Ленинграда» (1945).